# CE Operário Várzea-Grandense
Clube Esportivo Operário Várzea-Grandense – brazylijski klub piłkarski z siedzibą w mieście Várzea Grande leżącym w stanie Mato Grosso.

## Osiągnięcia
- Mistrz stanu Mato Grosso (Campeonato Matogrossense) (14): 1964, 1967, 1968, 1972, 1973, 1983, 1985, 1986, 1987, 1994, 1995, 1997, 2002, 2006
- Copa Governador do Estado: 2005.
- Półfinał Copa Centro-Oeste: 1999

## Historia
Operário założony został 1 maja 1949 roku pod nazwą Operário Esporte Clube. Od roku 1994 klub nosi nazwę Clube Esportivo Operário Várzea-Grandense i gra obecnie w pierwszej lidze Campeonato Matogrossense.